# Saint-Maurice-le-Girard
Saint-Maurice-le-Girard is een gemeente in het Franse departement Vendée (regio Pays de la Loire) en telt 579 inwoners (2005). De plaats maakt deel uit van het arrondissement Fontenay-le-Comte.

## Geografie
De oppervlakte van Saint-Maurice-le-Girard bedraagt 11,3 km², de bevolkingsdichtheid is 51,2 inwoners per km².
De onderstaande kaart toont de ligging van Saint-Maurice-le-Girard met de belangrijkste infrastructuur en aangrenzende gemeenten.

## Demografie
Onderstaande figuur toont het verloop van het inwonertal (bron: INSEE-tellingen).

## Geboren
- Jean-René Bernaudeau (1956), wielrenner

1. ↑  Populations de référence 2022.